# 路加
路加（英語：Luke），唐朝景教譯為盧伽法王，是《新約聖經》中《路加福音》和《使徒行传》的作者。
雖然路加这个名字具有较高的知名度，但是《圣经》只提到他三次，因此有關他的背景的介紹并不详细。一般相信他是保羅傳道時的同工，根据保罗书信中透露的信息可以得知，路加的职业是醫生，使徒保罗称他为“親愛的醫生”和“我的同工”。

## 圣经作者和传道工作
《路加福音》和《使徒行傳》起頭都説是給提阿非羅的，可見上帝啟示的這兩部經卷的執筆者是同一個人，就是路加。（《路加福音》1:1；《使徒行傳》1:1） 路加沒有聲稱親眼見過耶穌在地上傳道時所發生的事，卻説自己從目擊者那裏收集資料，並“從頭確切地考證了一切”。因此，路加很可能在公元33年五旬節之後才成為基督徒。
有些人認為路加來自叙利亞的安提阿，例如赫尔穆特·寇斯特声称（原文是希腊语，约2世纪末）：路加是安提阿人，按照种族是叙利亚人，按照职业是一名医生。他成为使徒们的一名追随者，后来追随保罗直到保罗殉道。他一生事奉主，终生未婚，没有子女，被圣灵充满，在84岁时去世。他們留意到《使徒行傳》很詳細地報導安提阿發生的事，書中也特地指出“七個合資格的人”當中，有一個是“安提阿的歸信者”，而其餘六個人則沒有清楚交代。但是单凭这个记录不能因此斷定，路加特别提及安提阿是因為那是他的家鄉。
《使徒行傳》沒有出現過路加的名字，但是若干段落用了“我們”這個代名詞，顯示書中記述的某些事情是路加的親身經歷。路加描述保羅和同伴經過小亞細亞的路程，説：“他們就越過密細亞，下到特羅亞去。”保羅在小亞細亞的特羅亞看見異象，有一個馬其頓人懇求他説：“請到馬其頓來幫助我們吧。”路加接着記述：“保羅一看見異象，我們就想法子到馬其頓去”。經文先用“他們”，然後改用“我們”，顯示路加在特羅亞開始跟保羅一起前行。 此後，路加記述在腓立比的傳道活動時也使用第一人稱“我們”，表明當時他正參與其事。他寫道：“安息日，我們出了城門，來到河邊，料想那裏有禱告的地方。我們坐了下來，向聚集在那裏的婦女傳道。”結果，呂底亞和她一家都接受好消息並且受了浸。
在腓立比他們遇到反對。當地有一個女僕，因有“占卜的邪靈”附身，常行預卜之術。保羅把邪靈從女僕身上趕出去之後，女僕的主人們見發財的希望沒有了，就拿住保羅和西拉。兩人被打了一頓以後，給關進監裏。路加顯然沒有被捕，因為他以第三者的身份記述同伴們的苦痛經歷。獲釋後，“他們（保羅和西拉）⋯⋯鼓勵弟兄一番，就離去了”。直到保羅返回腓立比，路加的記載才再次改用第一人稱。路加也許一直留在腓立比，督導當地的傳道活動。
当代许多学者对于路加是否《路加福音》和《使徒行传》的作者持怀疑态度。两卷圣经都没有明确提到作者的名字，尽管在一些段落中使用了第一人称（如「我们便推断」），在传统上理解为系路加亲眼目睹。这两卷圣经都是写给同一位对象提阿非罗，而且《使徒行传》清楚表示是《路加福音》的续编；有学者怀疑这两卷圣经不是由同一人所写。

## 收集資料

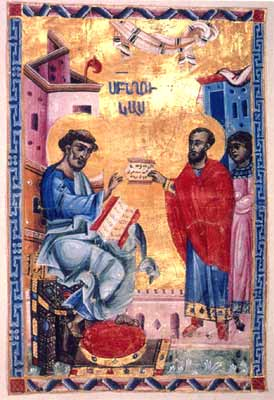
中世纪亚美尼亚装饰，作者托罗斯·罗斯林

《圣经》的文字显示，路加采用不同的方法為他執筆的福音書和《使徒行傳》收集資料。路加在《使徒行傳》裏採用第一人稱叙事的部分，顯示他跟保羅一同從腓立比前往耶路撒冷。保羅在耶路撒冷再次遭到逮捕。前往耶路撒冷途中，保羅和同伴在凱撒里亞停留，住在傳福音者腓力的家一段日子。路加很可能從腓力那裏收集到資料，記述撒馬利亞早期的傳道活動，因為腓力曾帶頭在那裏宣揚好消息。（《使徒行傳》8:4-25）
保羅在凱撒里亞被囚禁了兩年，路加很可能在這段時期搜集資料，編寫他的福音書。他可以到不遠的耶路撒冷考證耶穌的家系記錄。耶穌的不少生平事迹和傳道經歷，是唯獨《路加福音》才有記載的。一位學者指出，《路加福音》有多達82個記載，是其他福音書沒有的。
路加可能從施洗約翰的母親以利沙伯知道約翰出生的事。他也可能從耶穌的母親馬利亞口中，知道耶穌的誕生和他早年生活的細節。也許是使徒彼得、使徒雅各或使徒約翰把捕魚的奇迹告訴路加。《路加福音》也記述了耶穌所説的某些比喻，是别的福音書沒有的，例如：善心的撒馬利亞人、穿過窄門、失去的銀幣、浪子回頭，以及富翁與拉撒路的比喻。
路加的記載顯示，他對人十分關注。他記述了馬利亞行潔淨禮、一個寡婦的兒子復活和一個婦人用油抹耶穌的腳。他提及了有些婦女資助耶穌和門徒的傳道工作，以及馬大和馬利亞慷慨地款待耶穌。路加福音也報導一個彎腰曲背的婦人和一個患水腫的人得到醫治，十個痲瘋病人得到潔淨。此外，路加還记述，個子矮小的撒該攀上一棵樹去看耶穌，以及一個釘在耶穌身旁的罪犯顯出悔意。
值得注意的是，路加福音談及處理傷口的過程。在善心的撒馬利亞人的比喻裏，耶穌提到撒馬利亞人怎樣為傷者療傷。路加是個醫生，他對醫療感興趣，因此他把耶穌在比喻中處理傷口的細節記錄下來，包括用酒消毒，用油舒緩痛楚，以及把傷口包裹起來。（《路加福音》10:30-37）

## 陪伴被囚的保羅
路加非常關心使徒保羅。保羅被拘留在凱撒里亞時，羅馬總督腓力斯吩咐，“不必禁止保羅的親友來伺候他”。（《使徒行傳》24:23）路加很可能是伺候保羅的人之一。由於保羅身體有病，所以路加大概也在這方面照護他。保羅稱路加為“親愛的醫生”。
保羅要向凱撒上訴，總督非斯都就把保羅送往羅馬。路加對保羅不離不棄，伴隨他長途跋涉地前往意大利，還把船遇到風暴擱淺的經過生動地記述下來。保羅在羅馬軟禁期間，受聖靈啟示寫了多封書信，他在其中兩封信中提及路加。路加也很可能在這兩年間寫成了《使徒行傳》。
保羅在羅馬住宿的地方，有不少传道活動。路加很可能在那裏認識了保羅的一些同工，例如推基古、亞里達古、馬可、猶士都、以巴弗、奧尼西慕等等。（《歌羅西書》4:7-14）
保羅第二次入獄，深知自己不久就要以身殉道。這時，儘管其他人都離保羅而去，路加卻始終如一地陪伴他。路加留在保羅身邊，也很可能會喪失自由。也許路加代保羅執筆寫了以下的話：“現在只有路加在我這裏。”據傳統説法，保羅不久就被斬首了。
路加為人謙遜，有捨己的精神。他沒有賣弄學識，也沒有刻意引人注目。事實上，他是醫生，本可以創一番世俗事業，但他卻選擇運用自己的才幹來促進早期的传道事務，推广圣经的信息。

## 封圣

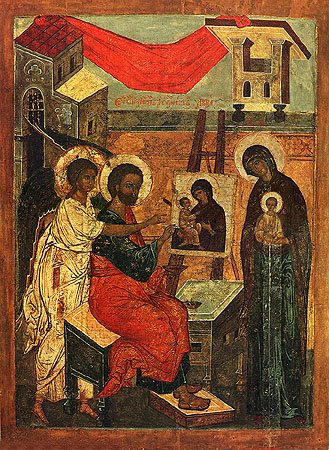
这幅画描述，根据一些教派传统福音书作者路加绘制第一副圣母马利亚圣像画。

在天主教、东正教、圣公会以及一些新教教派中，被列为圣人。他被奉为医务工作者和医院的主保圣人，世界各地有很多以路加命名的医院和医科大学。又因为传说其曾为圣母画像，又被奉为美术和艺术家的主保圣人。他的記念日在10月18日。《路加福音》和路加的代表符号是一只有翅膀的牛。

### 引用
1. ↑  参看歌羅西書4：14；腓利門書24
2. ↑  参看《路加福音》1：1-3
3. ↑  参看使徒行傳6:3-6
4. ↑  参看《使徒行傳》16：8-10
5. ↑  参看《使徒行傳》16：11-15
6. ↑  参看《使徒行傳》16:16-40；20:5-6
7. ↑  参看《使徒行傳》20:6；21:1-17
8. ↑  参看《路加福音》1:5-2：52
9. ↑  参看《路加福音》5:4-10
10. ↑  参看《路加福音》10:29-37；13:23，24；15:8-32；16:19-31
11. ↑  参看《路加福音》2:24；7:11-17，36-50；8:2，3；10:38-42；13:10-17；14:1-6；17:11-19；19:1-10；23:39-43
12. ↑  参看《歌羅西書》4:14；加拉太書4:13
13. ↑  参看《使徒行傳》24:27；25:9-12；27:1，9-44
14. ↑  参看《使徒行傳》28:30；《歌羅西書》4:14；《腓利門書》24
15. ↑  参看《提摩太後書》4:6-8，11，16